# Jakobskathedrale (Stettin)

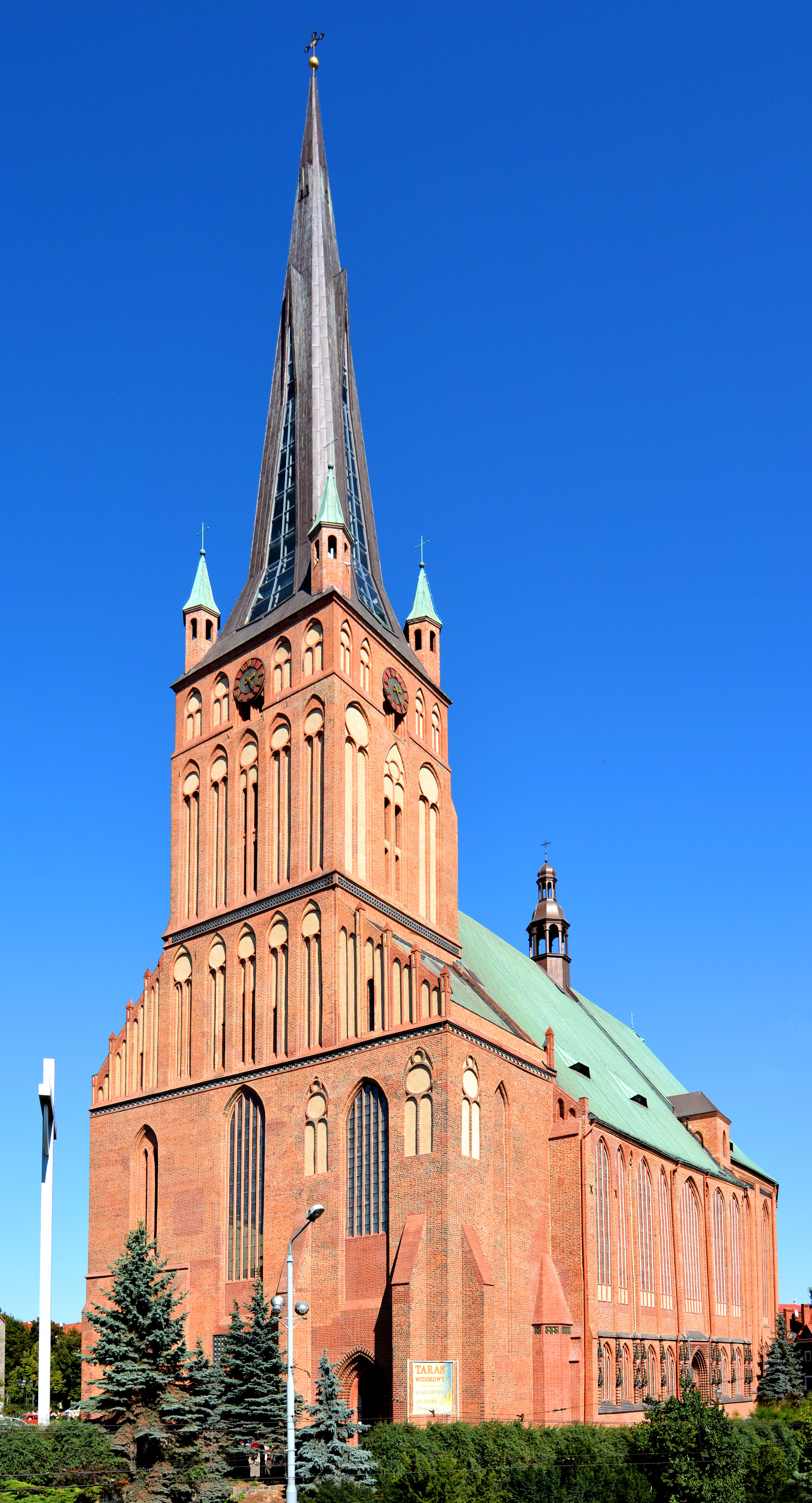
Jakobikirche mit neuem Turmhelm und Dachreiter

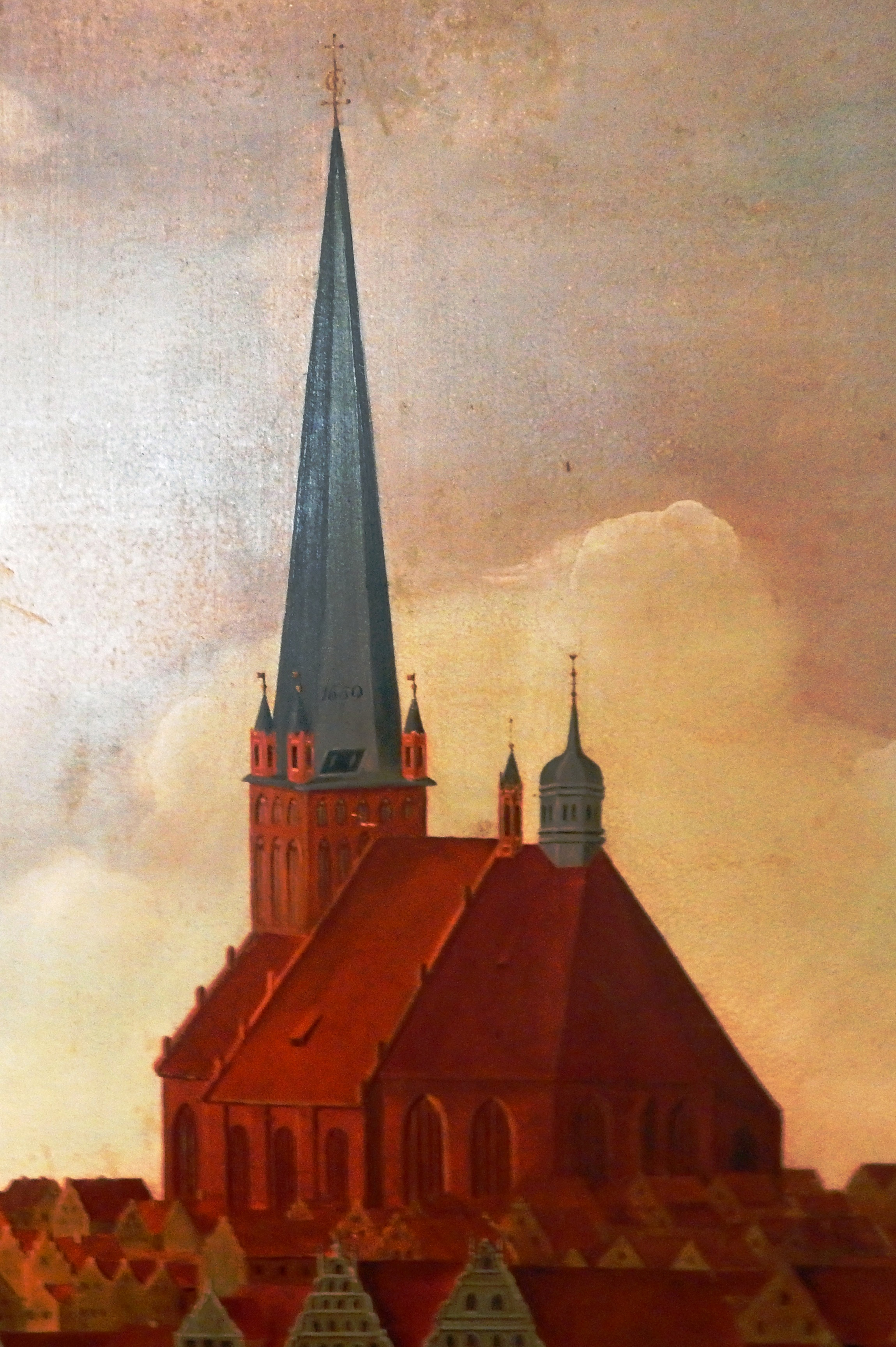
Jakobikirche mit altem Turmhelm, der bei der Belagerung von Stettin 1677 zerstört wurde

Die Jakobikirche bzw. seit 1971 Jakobikathedrale (polnisch Katedra Świętego Jakuba, Bazylika archikatedralna św. Jakuba) von Stettin (Szczecin) ist ein backsteingotischer Kirchenbau. Sie ist neben dem Dom zu Cammin eine der größten Kirchen Pommerns. Sie diente bis 1945 der evangelischen Kirchengemeinde Stettins als Gotteshaus,  wurde nach Kriegsende unter der Administration der Volksrepublik Polen enteignet und wird seit der Vertreibung der einheimischen Bevölkerung von der polnischen römisch-katholischen Kirche als Gotteshaus genutzt.

## Baugeschichte
Die Jakobikirche wurde von Jakob Beringer aus Bamberg, der in Stettin wohnhaft war und in der Umgegend einige Güter als Lehen erworben hatte, in der Mitte der deutschen Vorstadt auf einer Anhöhe aus eigenen Mitteln erbaut. Das Kirchengebäude wurde in Etappen vom 13. bis zum 15. Jahrhundert errichtet, u. a. vom Baumeister Hinrich Brunsberg. Herzog Barnim I. bestimmte um 1237 die Jakobikirche zur Kirche der in Stettin wohnenden Deutschen, während die Petrikirche den slawischen Bewohnern zugewiesen wurde. Seit der Reformation diente die Jakobikirche als lutherische Gemeindekirche der Pommerschen Evangelischen Kirche und war nach dem Abbruch der St. Marienkirche 1831 die Hauptkirche der Stadt.

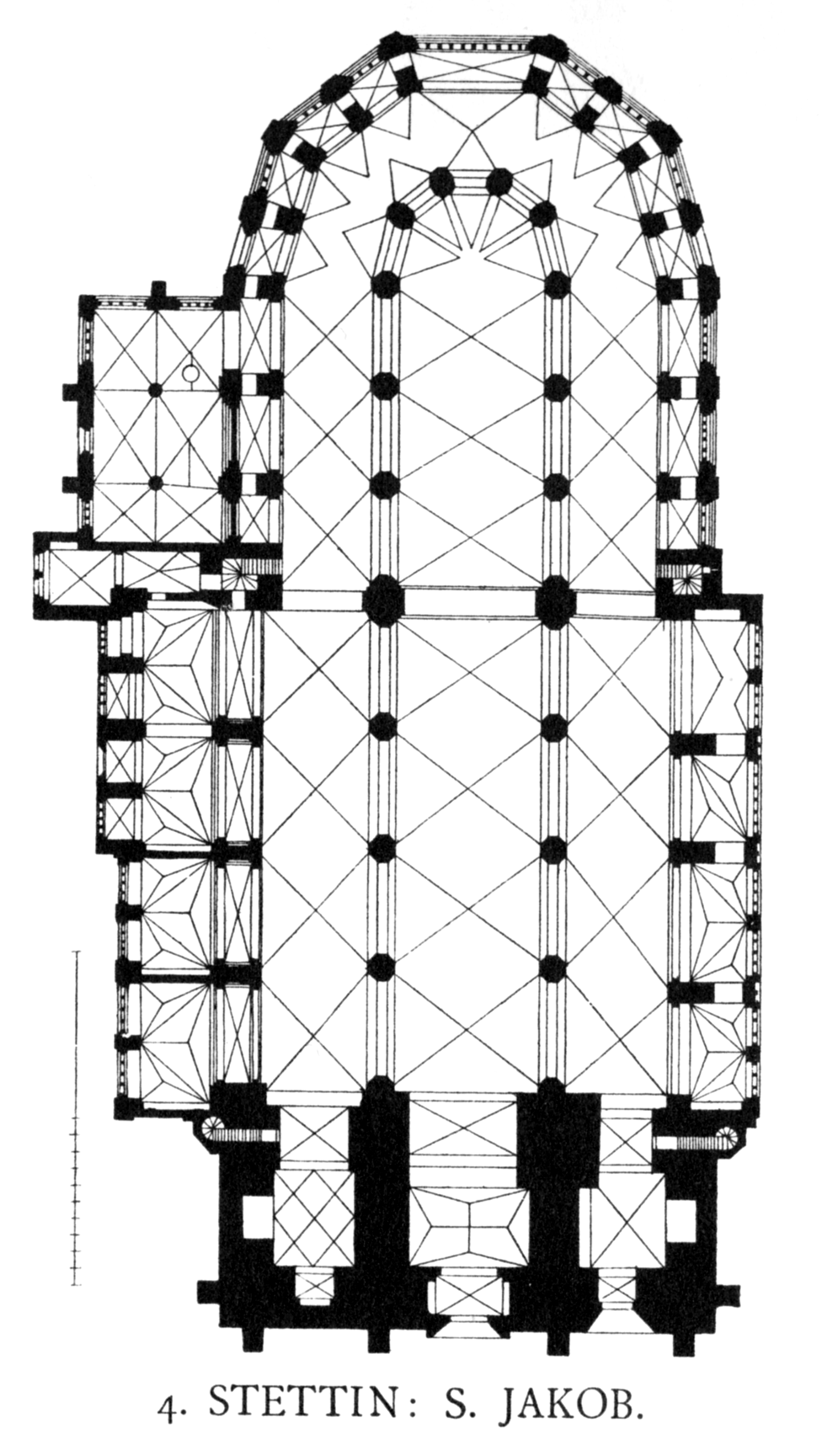
Grundriss

Der spätgotische Hallenbau besitzt einen Chor, der fast ebenso groß wie das Langhaus ist. Der ursprünglich zweitürmige Bau erhielt 1456 bis 1503 einen Mittelturm. Dieser Turm hatte ursprünglich einen gotischen Turmhelm, der bei der Belagerung Stettins im Jahre 1677 zerstört wurde. Erst bei der Restaurierung 1894 wurde wieder ein Turmhelm nach Plänen des Architekten Oskar Hossfeld errichtet; dieser fiel wie andere Teile der Kirche den schweren Zerstörungen im Zweiten Weltkrieg zum Opfer.
Die mittelalterliche Einrichtung mit 52 Altären war schon im frühen 17. Jahrhundert untergegangen. 1709 wurde der Altar von Erhard Löffler als zweigeschossiger Bau aus Holz geschaffen. Der heutige Hochaltar stammt aus dem Kloster Kolbatz.
Im Jahre 1699 vollendete Arp Schnitger den Orgelneubau von Matthias Schurig aus Dresden, der 1697 verstorben war. An ihr wirkte der Komponist Carl Loewe 46 Jahre lang als Organist und Kantor. Nach seinem Tode mauerte man dessen Herz in den ersten südlichen Pfeiler der Orgel ein.
Aus der ehemaligen Kartause Gottesgnaden in Grabow kam 1904 der Gedenkstein für Herzog Barnim III. hierher.
Die Glasmaler Alexander Linnemann und seine Söhne Rudolf und Otto Linnemann aus Frankfurt schufen 1903 insgesamt 13 Glasfenster für die Kirche. Dargestellt waren u. a. Der verlorene Sohn, Christus am Ölberg, Abendmahl, Christus und die Samariter (gestiftet vom Kaiser), Christus bei Maria und Martha, ein Fenster mit der Baugeschichte der Kirche, ein Fenster „die ersten Christen Stettins“ und 5 Fenster mit ornamentalem Schmuck. 1933 schuf der in Marburg tätige Glasmaler Erhardt Klonk zwei, wie er selbst schrieb, „Gedächtnisfenster für die Gefallenen des ersten Weltkrieges“. Auf dem einen Fenster war ein Toter zu sehen, um den sich seine Kameraden zur Beerdigung versammelt haben; auf dem anderen Fenster kehrte ein Mann zurück, links von ihm Trauernde, über ihm und rechts von ihm seine Familie.
Am 17. oder 30. August 1944 zerstörte ein Bombentreffer große Teile der Kirche, darunter die Orgel. Chor und Turm – letzterer ohne Helm – blieben erhalten.
Von 1535 bis 1945 war die Jakobikirche ein evangelisches Gotteshaus. Die Jakobi-Kirchengemeinde verfügte zuletzt über drei Pfarrstellen und zählte 1940 insgesamt 22.900 Gemeindeglieder. Sie gehörte zum Kirchenkreis Stettin-Stadt in der Kirchenprovinz Pommern der Kirche der Altpreußischen Union.
Nach 1945 eignete sich die römisch-katholische Kirche in Polen die Ruine der evangelischen Kirche an und setzte sie bis 1971 wieder instand. Die katholische Kirche nutzt das Gebäude seither als Kathedralkirche des Erzbistums Stettin-Cammin. Papst Johannes Paul II. erhob die Kirche 1983 in den Rang einer Basilica minor.
In der Jakobikirche fand am 20. Februar 1827 die öffentliche Erstaufführung der Ouvertüre zu Ein Sommernachtstraum von Felix Mendelssohn Bartholdy statt.

## Beschreibung
Der Hauptraum der Hallenkirche wird von drei Paar achteckigen Pfeilern getragen, die Seitenschiffe sind in gleicher Deckenhöhe errichtet. Frühere Kapellen im Inneren wurden baulich angepasst.

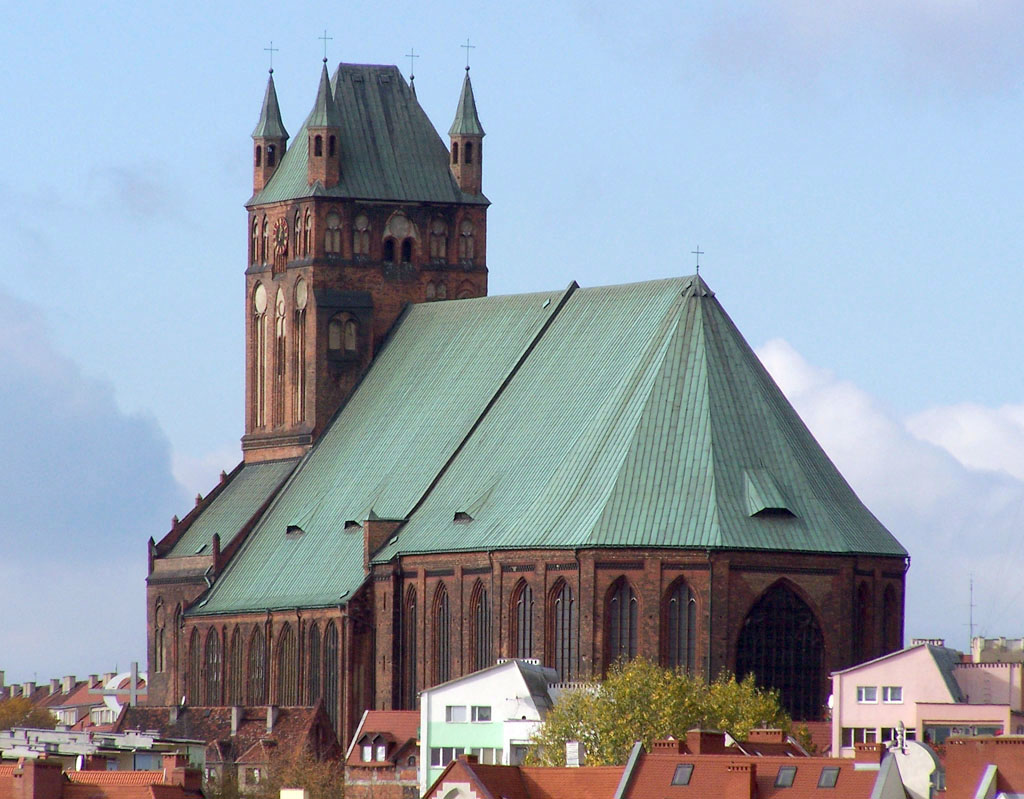
Jakobikirche noch ohne Turmhelm (vor 2007)

Ab 2007 wurden Umbauarbeiten durchgeführt, bei denen dem Kirchturm wieder ein Turmhelm aufgesetzt wurde. Der neue Turmhelm hat ein anderes Aussehen als der 1944 zerstörte. Er ist dem ursprünglichen, 1677 zerstörten Turmhelm nachempfunden, wie er auf einer Stadtansicht von Paul Friedeborn aus dem Jahre 1624 dargestellt ist. Der Turm hat eine Höhe von 110,18 m. Auf dem Kirchturm wurde eine Aussichtsplattform eingerichtet, die seit Mai 2009 über zwei Fahrstühle erreichbar ist.

## Ausstattung

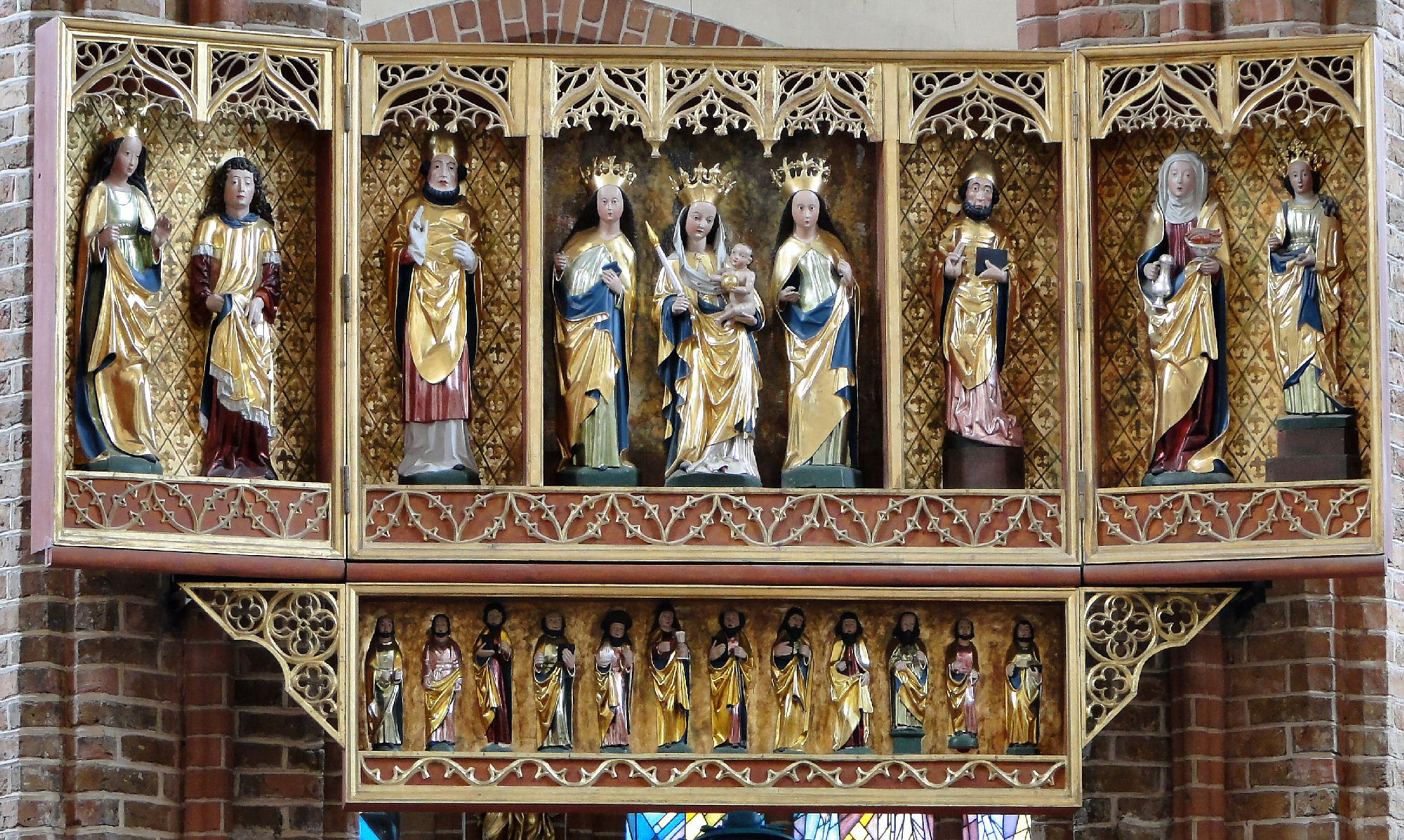
Gotischer Altar

Zur kirchlichen Ausstattung gehören ein Hochaltar, ein Schreinaltar, der aus verschiedenen pommerschen Kirchen zusammengesetzt wurde, bekrönt mit einem mittelalterlichen Kruzifix. Weiterhin gibt es zahlreiche Nebenaltäre, eine Orgel mit 4743 Pfeifen (benannt nach Johannes Paul II.), eine Skulptur des Kirchenpatrons Jakobus der Ältere (die aus einer früheren barocken, nicht mehr erhaltenen Kanzel stammt), eine Taufe. Viele der dargestellten Skulpturen oder Figuren zeigen auch die in Polen sehr verehrte heilige Katharina.

## Persönlichkeiten
- Theophil Andreas Volckmar (~1684–1768), wirkte von 1746 bis 1767 als Organist an der Jakobikirche
- Carl Loewe (1796–1869), wirkte von 1820 bis 1866 als Kantor und Organist an der Jakobikirche
- Jan Szyrocki; Musiker und Dirigent (1931–2003); im Vorraum der Kathedrale wird er mit einer Bronzetafel geehrt, auf der ein in polnischer Sprache verfasster Spruch steht (übersetzt etwa): „Er begeisterte die Herzen derer, die ihn hören konnten“.

### Neuere Publikationen
- Oskar Hossfeld: Die St. Jakobi-Kirche in Stettin und ihre Wiederherstellung. In: Die Denkmalpflege. Band 4, Nr. 2, 5. Februar 1902, S. 11–16, urn:nbn:de:mob-364-04323148 (martin-opitz-bibliothek.de).
- Paweł Knap, Andrzej Kraśnicki, Artur Rasmus: Katedra. Historia kościoła św. Jakuba w Szczecinie. Walkowska Wydawnictwo – JEŻ, Szczecin 2008, ISBN 978-83-924983-5-3.

### Digitalisiertes älteres Schrifttum
- Martin Wehrmann: Geschichte der St. Jakobskirche in Stettin bis zur Reformation. In: Baltische Studien, 37. Jahrgang, Stettin 1887, S. 289–475 (Google Books).
- Wilhelm Heinrich Meyer: Stettin in alter und neuer Zeit. Stettin 1887, F. Hessenland, S. 129–133 (Google Books).